# Cecilia Engström (miljöpartist)
Anna Cecilia Engström, född 30 januari 1980, är en svensk politiker (miljöpartist).
Engström var med och startade Gröna Studenter 2002. Hon satt i förbundets styrelse, centrala arbetsgruppen, 2002-2007, varav 2005-2007 som sammankallande. 
Engström kom efter valet 2002 in som ledamot i Lidingö kommunfullmäktige och som ersättare i Stockholms läns landstingsfullmäktige. Från 2008 är hon ordinarie ledamot i Stockholms läns landstingsfullmäktige samt ledamot av färdtjänstnämnden. Innan valet 2002 arbetade hon för Grön Ungdom Stockholm. Efteråt har hon även arbetat på Miljöpartiets riksdagskansli samt som PR-konsult. Sedan 2014 arbetar hon för Miljöpartiet i Stockholms stad, först som pressekreterare och sedan 2019 som kanslichef.